# Franz Held (Schriftsteller)
Franz Held (eigentlich Franz Herzfeld; * 30. Mai 1862 in Düsseldorf; † 4. Februar 1908 in Rankweil) war ein deutscher anarchistischer Dichter, Dramatiker und Prosaautor.

## Leben
Franz Herzfeld, der sich später Franz Held nannte, kam aus einer der führenden rheinischen Unternehmerfamilien. Sein Vater Jakob Herzfeld war der Sohn von Jonas Herzfeld, Begründer der Baumwollfabrik Herzfeld in Neuss am Rhein, später unter dem Namen Herzfeld & Söhne in Düsseldorf ansässig.
Mit 14 Jahren gewann Franz Herzfeld 1876 den Dramen-Wettbewerb der Stadt Düsseldorf. Das Stück wurde aufgeführt und bejubelt. 1882 verließ er das Gymnasium und studierte Jura in Bonn, später in Leipzig und München, schließlich in Berlin. Sein Studium beendete er nicht, unternahm stattdessen Reisen nach Paris und Italien. Ab 1887 veröffentlichte er Gedichte und andere literarische Arbeiten, fortan unter dem Pseudonym Franz Held.
Auf einer Streikveranstaltung lernte Franz Held in den 1880er Jahren seine spätere Frau, die Textilarbeiterin und Anarchistin Alice Stolzenberg, kennen, die dort als Rednerin auftrat. Das Paar lebte in Schmargendorf (ab 1920 zu Groß-Berlin) das erste von vier Kindern, Helmut, der sich ab 1916 John Heartfield nannte und ein bedeutender Grafiker und Fotomonteur war, wurde 1891 geboren.
1889 und 1893 wurden seine dramatischen Stücke Ein Fest auf der Bastille und Manometer auf 99 ! nach der Uraufführung verboten; 1895 wurde Franz Held wegen Gotteslästerung angeklagt. Das Urteil des Amtsgerichts München, ein Jahr Gefängnis, wurde in Abwesenheit gesprochen, da Franz Held bereits nach Erhalt der Vorladung mit seiner Frau und den inzwischen drei Kindern in die Schweiz geflohen war. In Weggis im Kanton Luzern lebte die Familie völlig verarmt. Dort kam 1896 sein zweiter Sohn Wieland zur Welt, der später den Malik-Verlag gründen sollte.
Nach Wielands Geburt wurde die Familie aus der Schweiz ausgewiesen und lebte fortan auf einer Almhütte auf dem Gaisberg in Aigen, südlich von Salzburg. Franz Helds letzte literarische Arbeit, das erzählende Gedicht Der Würfel Petri, erschien 1898.
Im Sommer 1899 verschwanden die Eltern über Nacht spurlos und ließen die inzwischen vier Kinder in der Berghütte zurück. Nach vier Tagen wurden sie dort vom Aigener Bürgermeister Ignaz Varnschein aufgefunden, der auch zunächst die Ziehvaterschaft übernahm. Vormünder der Kinder wurden der Schriftsteller Max Halbe und Franz Helds älterer Bruder, der Berliner Rechtsanwalt und Reichstagsabgeordnete der SPD, Joseph Herzfeld. Der Verbleib der Eltern blieb für die Kinder lange Zeit unbekannt; erst 1977 erfuhr Wieland Herzfelde Näheres zum weiteren Schicksal seines Vaters.
Der Grund für das Verschwinden der Helds und ihr weiterer Weg liegen überwiegend im Dunkeln. Im Jahr 1900 wurde Franz Held in Gries bei Bozen aufgegriffen und in eine Bozener Nervenheilanstalt eingeliefert.
Er starb am 4. Februar 1908 in der Nervenheilanstalt Valduna in Rankweil (Vorarlberg). Seine Ehefrau Alice starb am 4. August 1911 in der Nervenheilanstalt Buch bei Berlin.

## Werke
- Gorgonenhäupter. Ein realistischer Romancero. W. Friedrich, Leipzig 1887
- Der abenteuerliche Pfaffe Don Juan oder: Die Ehebeichten. Roman in Reimen. W. Friedrich, Leipzig 1889 (laut Untertitel angeblich „auf Grund einer verlorenen Handschrift des Christoffel von Grimmelshausen“)
- Ein Fest auf der Bastilla. Vorspiel zu der Revolutions-Trilogie „Massen“. Rosenbaum & Hart, Berlin 1889 (zweite Auflage unter dem Titel Ein Fest auf der Bastille. Vorspiel in drei Akten. Rosenbaum & Hart, Berlin 1891)
- Eine Afrikareise durch's Marsfeld (Pariser Ausstellung 1889). Rosenbaum & Hart, Berlin 1890 (zweite Auflage unter dem Titel Tartarin in Paris. Humoristischer Roman. Fresko-Verlag, Berlin 1893)
- Was Heine über sein Düsseldorfer Denkmal denkt (Erzählung). In: Heine-Almanach. Als Protest gegen die Düsseldorfer Denkmalverweigerung. Hrsg. in Verbindung mit hervorragenden Schriftstellern von der „Literarischen Gesellschaft“ in Nürnberg. Nürnberg 1893
- Groß-Natur. Ausgewählte Gedichte. Fresko-Verlag, Berlin 1893
- Manometer auf 99! Soziales Drama in 5 Akten. Fresko-Verlag, Berlin 1893
- Tanhusaere recidivus und andere Gestalten. Fresko-Verlag, Berlin 1894
- Trotz Alledem! Einiges aus meinem Schatzhaus. Fresko-Verlag, Berlin 1894
- Don Juan's Ratskellerkneipen. Eine feuchtfröhliche Weinmär. Fresko-Verlag, Berlin 1894

### Werkausgaben
- Ausgewählte Werke. Verlag Eberhard Frowein, Berlin 1912 (herausgegeben von Ernst Kreowski anlässlich des 50. Geburtstags von Franz Held; der Buchumschlag war die erste veröffentlichte Arbeit von John Heartfield)
- Franz Held – Vordadaistische Texte aus Jenesien,  Edition Raetia, Bozen 2012, herausgegeben von Hans Hs Winkler, Kurt Lanthaler, Martin Hanni